# Azumi 2
Série
Azumi
(2003)
Pour plus de détails, voir Fiche technique et Distribution.
Azumi 2 (あずみ２: Death or Love) est un film japonais réalisé par Shūsuke Kaneko, sorti en 2005.

## Synopsis
Azumi poursuit toujours sa quête pour libérer le pays des guerriers assassins et ramener la paix. Désormais, elle doit faire face à un dangereux dirigeant du gouvernement et à son armée de ninjas sanguinaires sur le point de faire basculer toute la nation dans une guerre civile. Aidée de son fidèle compagnon Nagara, Azumi sait qu’une route longue et sanglante l’attend. Elle n’a plus de temps à perdre, sa rage grandit et l’ennemi sera exterminé.

## Fiche technique
- Titre français : Azumi 2[1]
- Titre original : あずみ２: Death or Love
- Réalisation : Shūsuke Kaneko
- Scénario : Isao Kiriyama et Rikiya Mizushima, d'après le manga de Yū Koyama (ja)
- Musique : Tarō Iwashiro
- Photographie : Takumi Furuya
- Montage : Shuichi Kakesu
- Direction artistique : Yuji Hayashida
- Production : Toshiaki Nakazawa et Mataichiro Yamamoto
- Société de distribution : Tōhō
- Pays de production :  Japon
- Langue originale : japonais
- Format : couleurs - 1,85:1 - 35 mm - Dolby Digital
- Genre : action, aventure
- Durée : 112 minutes[2]
- Dates de sortie :
  - Japon : 12 mars 2005[2]
  - France : 19 janvier 2006 (sortie vidéo)[1]

## Distribution
- Aya Ueto : Azumi
- Shun Oguri : Nachi
- Chiaki Kuriyama (VF : Ariane Aggiage) : Kozue
- Reiko Takashima (VF : Isabelle Langlois) : Kûnyo